# Vic Wild
Victor Ivan "Vic" Wild (White Salmon, 23 de agosto de 1986) é um snowboarder russo-estadunidense.
Vic Wild foi medalhista de ouro do slalom gigante paralelo e no slalom gigante nos Jogos Olímpicos de Inverno de 2014 em Sóchi.